# Брукезія
Брукезія (Brookesia) — рід ящірок з родини Хамелеонів. Відомо 30 видів.

## Опис
Загальна довжина представників роду сягає 45 мм. Мають досить слабкі лапи, короткий хвіст, який практично не завертається. Є трикутні, гладенькі, зубчасті вирости над очима. Уздовж хребта тягнуться шипи або горбки. Кінцівки розвинуті. Значну частину складає голова. Забарвлення збігається із кольором опалого листя або ґрунту — темно-зелене, темно-коричневе, чорне. Здатність до зміну кольору розвинена слабко.

## Спосіб життя
Це напівдеревні тварини, значну частину часу вони проводять на землі. Активні вночі. Харчуються комахами та безхребетними.
Це яйцекладні ящірки. Самка відкладає 4-6 яєць.

## Розповсюдження
Це ендеміки о. Мадагаскару.

## Види
- Brookesia antakarana Raxworthy & Nussbaum, 1995
- Brookesia bekolosy Raxworthy & Nussbaum, 1995
- Brookesia betschi Brygoo, Blanc & Domergue, 1974
- Brookesia bonsi Ramanantsoa, 1980
- Brookesia brunoi Crottini, Miralles, Glaw, Harris, Lima & Vences, 2012
- Brookesia brygooi Raxworthy & Nussbaum, 1995
- Brookesia confidens Glaw, Köhler, Townsend & Vences, 2012
- Brookesia decaryi Angel, 1939
- Brookesia dentata Mocquard, 1900
- Brookesia desperata Glaw, Köhler, Townsend & Vences, 2012
- Brookesia ebenaui (Boettger, 1880)
- Brookesia exarmata Schimmenti & Jesu, 1996
- Brookesia griveaudi Brygoo, Blanc & Domergue, 1974
- Brookesia karchei Brygoo, Blanc & Domergue, 1970
- Brookesia lambertoni Brygoo & Domergue, 1970
- Brookesia lineata Raxworthy & Nussbaum, 1995
- Brookesia micra Glaw, Köhler, Townsend & Vences, 2012
- Brookesia minima Boettger, 1893
- Brookesia nana (Glaw & col., Scientific Reports, 2021)
- Brookesia perarmata (Angel, 1933)
- Brookesia peyrierasi Brygoo & Domergue, 1974
- Brookesia ramanantsoai Brygoo & Domergue, 1975
- Brookesia stumpffi Boettger, 1894
- Brookesia superciliaris (Kuhl, 1820)
- Brookesia tedi Scherz, Köhler, Rakotoarison, Glaw & Vences, 2019
- Brookesia therezieni Brygoo & Domergue, 1970
- Brookesia thieli Brygoo & Domergue, 1969
- Brookesia tristis Glaw, Köhler, Townsend & Vences, 2012
- Brookesia tuberculata Mocquard, 1894
- Brookesia vadoni Brygoo & Domergue, 1968
- Brookesia valerieae Raxworthy, 1991